# Lineus kolaensis
Lineus kolaensis är en djurart som tillhör fylumet slemmaskar, och som beskrevs av Ushakov 1928. Lineus kolaensis ingår i släktet Lineus och familjen Lineidae. Inga underarter finns listade i Catalogue of Life.